# 帕克永县
帕克永县（英語：Pakyong district）是印度锡金邦所辖的一个县。该县总面积404 km²，人口74,583 (2011年)。县治位于帕克永。帕克永機場位於該縣境內。
2021年12月，東錫金縣下轄的帕克永市、龍格利鎮被拆分出來，新設帕克永縣。